# 圣弥爱尔大教堂
圣弥额尔主教座堂，又称浙江路天主教堂、圣弥爱尔大教堂，是天主教青岛教区的天主教主教座堂。
大教堂坐落于青岛老城区浙江路的高坡上，始建于德国租借时期。1934年德国人维昌禄（Georg Weig）任青岛教区首任主教期间（1925-1941）新建了今天的这座大教堂。砖石双塔建筑，钟楼高55米，曾经长期是青岛最高的建筑物。平面为拉丁十字形，正门朝西南。立面属于哥特式和罗曼式建筑的折衷。整体建筑面积为3223.58平方米，共占地约2470平方米。教堂的两座钟楼塔身高56米，顶尖各竖有4.5米高，1吨多重的大十字架，西塔上部悬挂一口大钟，东塔上部悬有三口小钟。教堂内部采用古典圆拱屋顶，面积为1896平方米，主厅高18米，所有窗户以《圣经》中的故事为题材的彩色玻璃图案拼成。内墙柱和屋顶用黄、白色粉刷，花纹和线脚为金黄色，屋顶共装有7盏大型铜吊灯。原先教堂前门上方有一架管风琴，为亚洲最大，文革时遭到破坏。
教堂的设计者是德国天主教圣言会修士阿尔弗雷德·弗莱波尔（Alfred Fräbel, SVD），由克雷曼（Theophorus Kleemann, SVD）修士从德国带来图纸。原计划由克雷曼负责施工监理，但是克雷曼于1931年9月突然去世，临时改为由毕娄哈（Arthur Bialucha）负责施工。由于资金不足，毕娄哈修改了图纸，将原图纸的巴洛克风格钟楼顶改为四棱锥形钟楼顶。为了与后期的青岛市容相称，原先的哥特复兴式方案也被修改为罗曼复兴式。
圣弥额尔主教座堂在相当的长的时间里曾经是青岛最高的建筑，是青岛城市轮廓线的重要组成部分，并且也是浙江路和肥城路两条马路的对景。教堂延东北-西南走向的浙江路面向大海中的青岛栈桥。
教堂在文革时期曾遭到破坏。修复后，于1981年复活节恢复做弥撒，唱诗等宗教活动。自1999年起，在非宗教活动时间向游客开放。
1984年，教堂被列为市级文物保护单位。1992年，又被列为省级文物保护单位。2006年，又作为青岛德国建筑的扩充部分列入全国重点文物保护单位。